# Tombebœuf
Tombebœuf (okzitanisch: Tombabuèu) ist eine französische Gemeinde mit 448 Einwohnern (Stand: 1. Januar 2022) im Département Lot-et-Garonne in der Region Nouvelle-Aquitaine. Sie gehört zum Arrondissement Villeneuve-sur-Lot und zum Kanton Le Livradais. Die Einwohner werden Tombebœuvois genannt.

## Geographie
Die Gemeinde Tombebœuf liegt 23 Kilometer nordwestlich von Villeneuve-sur-Lot und etwa 36 Kilometer nordnordwestlich von Agen. Nachbargemeinden von Tombebœuf sind Lavergne im Norden, Montignac-de-Lauzun im Nordosten, Villebramar im Osten, Montastruc im Südosten, Coulx im Süden, Tourtrès im Südwesten und Westen sowie Laperche im Nordwesten.

## Bevölkerungsentwicklung
| Jahr                       | 1962 | 1968 | 1975 | 1982 | 1990 | 1999 | 2006 | 2013 | 2022 |
| -------------------------- | ---- | ---- | ---- | ---- | ---- | ---- | ---- | ---- | ---- |
| Einwohner                  | 588  | 545  | 484  | 417  | 450  | 424  | 437  | 467  | 448  |
| Quellen: Cassini und INSEE |      |      |      |      |      |      |      |      |      |

## Sehenswürdigkeiten
- Kirche Notre-Dame aus dem 15. Jahrhundert
- Kirche Saint-Martin in Allemans aus dem 19. Jahrhundert
- Schloss Boisverdun
- Burgruine aus dem 12. Jahrhundert
- alte Eiche

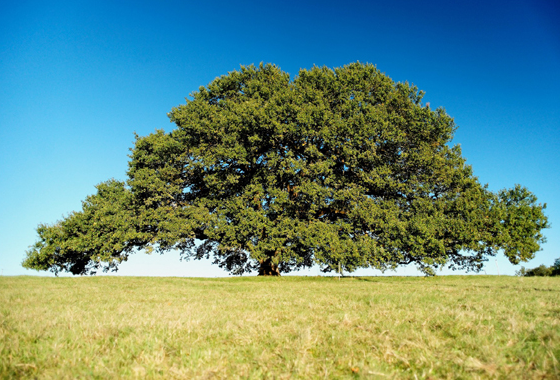
Alte Eiche